# Kirchdorf, Kelheim
Kirchdorf là một đô thị thuộc huyện Kelheim, bang Bayern, Đức.
Đô thị này có diện tích 16,51 km2, dân số cuối năm 2006 là 889 người.